# خورخه آلکالده لاگرانخا
خورخه آلکالده لاگرانخا (انگلیسی: Jorge Alcalde Lagranja؛ زادهٔ ۱۹ اوت ۱۹۶۸) نویسنده و روزنامه‌نگاراسپانیایی است. خورخه از ۲۰۰۷ تا ۲۰۱۹ مدیر مجله «کو» بود. او در حال حاضر مدیر اسکوایر (مجله) است، وی از سال ۲۰۱۷ همکار برنامه‌های مدرسه بازرگانی کپنهاگ و یک ایستگاه رادیویی اسپانیایی زبان که قبلاً رادیو محبوب نام داشت شد، می‌باشد. او فارغ‌التحصیل علم اطلاعات در دانشگاه کمپلوتنسه مادرید و همچنین فارغ‌التحصیل رشته ارتباطات از دانشگاه جنوب فلوریدا (تامپا) است.

## تاریخچه
خورخه آلکالده یکی از محبوب‌کنندگان علم در مطبوعات، رادیو و تلویزیون است و سردبیر مجله مای اینترست بود. او همچنین برای مجلات ایل نمپو، GEO، و ال اروپا کار کرده‌است. از سوی دیگر در برنامه‌های تلویزیونی مختلف و در روزنامه‌هایی مانند ال موندو (اسپانیا) و ای‌بی‌سی نیوز کارکرده است.
او علاوه بر مدیریت مجله کو، یکی از همکاران دائمی شبکه کوپ است، جایی که در سال ۲۰۱۲ پس از سه فصل همکاری در رادیو اسپانیا به پست قبلی خود بازگشت. او هر دو کار را با همکاری معمول خود با کار در La Razón ترکیب می‌کند و یک ستون هفتگی را در لیبرتاد دیجیتال برعهده داشت. او همچنین کارگردان و مجری برنامه‌های تلویزیونی فاکتور ۲/۱ و تلویزیون دیجیتال لیبرتاد بود.
از اکتبر ۲۰۱۷، او نسخه اسپانیایی مجله مردانه اسکوایر (مجله) را که توسط ارتباطات هرست اسپانیا سازماندهی شده‌است را با یکی از شرکت‌های تابعه ارتباطات هرست کارگردانی کرده‌است.
او در راه اندازی چندین موزه علم در اسپانیا مشارکت داشته و نویسنده چندین کتاب است.

## کتاب‌های منتشر شده
- خورخه آلکالده لاگرانجا (۲۰۰۵). چراغ‌های انرژی، اد. Fundación Iberdrola. ۲۹۲ص. شابک 978-84-609-4455-ISBN 3
- خورخه آلکالده لاگرانجا (۲۰۰۷). دروغ‌های تغییر آب و هوا، اد. LibrosLibres. ۲۱۱ص. شابک 978-84-96088-70-ISBN 2
- خورخه آلکالده لاگرانجا (۲۰۰۹). دروغ‌های ماوراء الطبیعه: آنچه از علم تحقیق در مورد اسرار «منطقه تاریک» آموخته می‌شود، Ed. Libroslibres. ۲۰۴ صفحه ISBN 978-84-92654-04-8
- خورخه آلکالده لاگرانجا (۲۰۱۰). من به تو نیاز دارم، پدر، تأملی برای والدین آینده، والدین شاد و والدینی که اجازه ندارند، اد. Libroslibres. ص ۱۹۰. شابک 978-84-92654-29-ISBN 1
- خورخه آلکالده لاگرانجا (۲۰۱۱). شب پادشاه، اد. موضوعات امروز. ص۴۱۱. شابک 978-84-9998-035-ISBN 5
- خورخه آلکالده لاگرانجا (۲۰۱۵). چرا فضانوردان گریه نمی‌کنند؟ اد. سیاره. ص ۳۱۷. شابک 978-84-08-14195-ISBN 2
- خورخه آلکالده لاگرانجا (۲۰۱۷). ارشمیدس، قضیه، اد. سیاره. ص۲۸۸. شابک 978-84-08-16859-ISBN 1

## جوایز و افتخارات
او جوایز متعددی را برای پخش از جمله منشور لاکرونیا و جوایز بنیاد علم و فناوری اسپانیا و تکنولوژی برای روزنامه‌نگاری علمی دریافت کرده‌است. او یکی از واجدین شرایط جایزه بوهرینگر اینگلهایم برای روزنامه‌نگاری سلامت بوده‌است.